# 카를로스 시네베르게르
카를로스 알베르토 시네베르게르 렘프(스페인어: Carlos Alberto Schneeberger Lemp, 1902년 6월 21일 ~ 1973년 10월 1일)은 칠레의 전 축구 선수이다.
시네베르게르는 칠레에서 선수 생활을 하였다. 또한 칠레 축구 국가대표팀으로 1930년 FIFA 월드컵에도 주장으로 출전하였다.